# 58707 Kyoshi
58707 Kyoshi è un asteroide della fascia principale. Scoperto nel 1998, presenta un'orbita caratterizzata da un semiasse maggiore pari a 2,6022318 UA e da un'eccentricità di 0,0383500, inclinata di 12,86086° rispetto all'eclittica.